# アソビバ (漫画)
『アソビバ』は、小玉有起による日本の漫画作品。『増刊ヤングガンガン』（スクウェア・エニックス）にてVol.3より連載中。2011年10月現在、単行本は1巻まで刊行中。
新しい遊具を考え、新しい遊びを創る遊具研究部、略して「ゆーけん部」の部長と千夏の話。

## 登場人物
部長
ゆーけん部の部長。名前は出ていない。頭に3Dメガネをつけて、おにぎり型の財布を首にぶら下げている。ナイスステッキというパンが好物。小柄な体型。
千夏
有名おもちゃメーカーの娘。巨乳で背が高い。部長のことが好き。

## 単行本
1. 2010年4月24日発売、ISBN 978-4-7575-2864-2